# Microcoelia cornuta
Microcoelia cornuta är en orkidéart som först beskrevs av Henry Nicholas Ridley, och fick sitt nu gällande namn av Carlsward. Microcoelia cornuta ingår i släktet Microcoelia och familjen orkidéer. Inga underarter finns listade i Catalogue of Life.